# Милосердов Володимир Олександрович
Володи́мир Олекса́ндрович Милосе́рдов (24 вересня 1980 — 20 червня 2015) — сержант Збройних сил України. Загинув під час російсько-української війни.

## З життєпису
Закінчив школу м. Павлограду № 5, Павлоградське ПТУ № 3, здобув спеціальність електрозварювальника. За 14 років трудової діяльності працював електрозварником — на шахті «Дніпровська», заводі «Павлоградхіммаш», згодом охоронцем в міських охоронних структурах. Останнім часом працював прохідником дільниці підготовчих робіт № 2, ДТЕК ШУ Тернівське шахти «Західно-Донбаська».
Добровольцем пішов на фронт, мобілізований 12 лютого 2015-го. Старший розвідник відділення взводу розвідки роти глибинної розвідки, 131-й окремий розвідувальний батальйон.
20 червня 2015 року загинув у бойовому зіткненні з ДРГ поміж Чермаликом та Павлопільським водосховищем. Тоді ж загинув Андрій Назаренко. Володимир зазнав поранення, прикрив собою товаришів, сам загинув від пострілу в голову.
25 червня 2015-го похований на центральному кладовищі Павлограда.
Без Володимира лишилися мама, дружина та донька 2006 р.н.

## Нагороди та вшанування
- 16 січня 2016 року, — за мужність, самовідданість і високий професіоналізм, виявлені у захисті державного суверенітету та територіальної цілісності України, вірність військовій присязі, — нагороджений орденом «За мужність» III ступеня (посмертно)[2]
- в Павлоградському професійному ліцеї відкрито меморіальну дошку в честь випускників Андрія Абросімова, Володимира Вороніна, Олексія Жадана та Володимира Милосердова[3]
- в Павлоградській загальноосвітній школі № 5, де навчався Володимир, відкрито меморіальну дошку на його честь.
- В Павлограді на честь Володимира та у рамках декомунізації перейменовано одну з міських вулиць.